# Mateusz Piskorz
Mateusz Piskorz (ur. 25 maja 1992) – polski zawodnik mieszanych sztuk walki (MMA) wagi półśredniej. W przeszłości walczył dla takich federaci jak: Oktagon MMA, KSW, TFL, PLMMA czy Bellatora. Mistrz Polski m.in. w boksie tajskim, seniorów w sandzie oraz młodzieżowy w MMA. Od 20 czerwca 2020 mistrz federacji EFM SHOW w wadze półśredniej.

## Kariera sportowa[3]
Sporty walki zaczął trenować w wieku 15 lat, zaczynając od boksu na Warszawskiej Legii. Wkrótce postanowił urozmaicić arsenał i przeniósł się do popularnej Palestry, gdzie spędził niespełna cztery lata na szlifowaniu boksu tajskiego. Przed kariera zawodową odnosił amatorskie sukcesy – m.in. mistrzostwo Polski młodzieżowców MMA czy zajęcie pierwszego miejsca w zawodach ALMMA 10. 
Karierę zawodową rozpoczął w listopadzie 2010 roku, wygrywając przez TKO w pierwszej rundzie z Mahometem Tulszajewem. Trzy kolejne pojedynki rozstrzygnął przed czasem, a pierwszy raz na pełnym dystansie walczył w grudniu 2012 w Chinach z Qiankunem Lee. Pojedynek wygrał jednogłośnie na punkty, podobnie jak dwa kolejne starcia.

## Osiągnięcia[4]
Boks Tajski:
- Mistrz Polski Muay Thay – I miejsce, kat. 75 kg junior

Kick-boxing:
- Wicemistrz Polski K-1 Rules – II miejsce, w kat. 81 kg seniorów
- Wicemistrz Polski Light Kick – II miejsce, kat. 84 kg młodzieżowiec
- Puchar Świata K-1 Szeged – III miejsce, kat. 81 kg junior, Szeged
- Polish Open Węgrów Kickboxing Low-Kick – II miejsce, kat. OPEN, Węgrów
- Kickboxing Full Contact Międzynarodowy Puchar Polski – II miejsce, kat. 91 kg junior, Węgrów

Boks:
- Wicemistrz Mazowsza Juniorów w Boksie – II miejsce, kat. 91+ kg

- Młodzieżowe Mistrzostwa Polski w boksie – IV miejsce, w kat. 81 kg
- Grand Prix Polski Poznań w boksie – II miejsce, kat. 81 kg młodzieżowiec

Karate:
- XV Puchar Polski Juniorów i Seniorów OYAMA TOP – II miejsce, kat. -50 kg junior młodszy, Jelenia Góra[5]

Brazylijskie jiu-jitsu:
- Puchar Polski Wschodniej BJJ – II miejsce, kat. 80 kg zaawansowani

Sanda:
- Mistrz Polski Seniorów Sanda – I miejsce, kat. 80 kg
- Turniej 15-16 lat Sanda – I miejsce, kat. do 85 kg

Mieszane sztuki walki:
- Mistrz Polski Młodzieżowców MMA – I miejsce, kat. 80 kg
- Amatorska Liga MMA 10 – I miejsce, kat. do 77 kg junior[6]
- 2020: Mistrz EFM SHOW w wadze półśredniej, kat. do 77 kg

## Lista zawodowych walk w MMA
| Wynik     | Bilans | Przeciwnik (bilans przed walką) | Rozstrzygnięcie                                         | Runda | Czas | Rozgrywki                                                   | Data       | Miejsce     | Uwagi                                           |
| --------- | ------ | ------------------------------- | ------------------------------------------------------- | ----- | ---- | ----------------------------------------------------------- | ---------- | ----------- | ----------------------------------------------- |
| Wygrana   | 15-6   | Mohamed Grabinski (19-5)        | Dyskwalifikacja (nielegalne kolano na głowę w parterze) | 1     | 4:59 | EFM 3: No compromises                                       | 20.06.2020 | Dortmund    | Zdobył pas mistrzowski EFM w wadze półśredniej  |
| Przegrana | 14-6   | Chris Duncan (5-0)              | TKO (ciosy pięściami)                                   | 2     | 2:43 | Bellator 240                                                | 22.02.2020 | Dublin      | Walka w umownym limicie do -72 kg               |
| Przegrana | 14-5   | Kane Mousah (11-2)              | Decyzja (jednogłośna)                                   | 3     | 5:00 | Bellator Birmingham: Primus vs. Wilde                       | 04.05.2019 | Birmingham  | Walka w wadze lekkiej                           |
| Wygrana   | 14-4   | Iain Feenan (6-3)               | Decyzja (niejednogłośna)                                | 3     | 5:00 | Fightstar Promotions - Rage in the Cage 4                   | 18.11.2018 | Glasgow     | Walka w umownym limicie do -72 kg               |
| Wygrana   | 13-4   | Kurbanjiang Tuluosibake (16-8)  | KO (ciosy pięściami)                                    | 1     | 2:16 | MFP 220 / KLF - Kunlun Fight vs. Modern Fighting Pankration | 26.05.2018 | Chabarowsk  |                                                 |
| Przegrana | 12-4   | Thibaud Larchet (11-3-1)        | KO (łokieć)                                             | 3     | 2:14 | CRC 7 - Annihilation                                        | 21.01.2018 | Dublin      |                                                 |
| Wygrana   | 12-3   | Mariusz Radziszewski (14-14-2)  | Decyzja (jednogłośna)                                   | 3     | 5:00 | PLMMA 73 - Ciechanów                                        | 20.05.2017 | Ciechanów   | Walka w umownym limicie do -80 kg               |
| Wygrana   | 11-3   | Leandro Bispo (6-3)             | Decyzja (jednogłośna)                                   | 3     | 5:00 | PLMMA 72: Łomianki                                          | 04.03.2017 | Łomianki    | Walka w wadze średniej                          |
| Wygrana   | 10-3   | Aleksiej Repałow (9-14)         | TKO (niezdolność do walki)                              | 1     | 5:00 | PLMMA 70: Championships Torwar                              | 04.11.2016 | Warszawa    | Walka w wadze średniej                          |
| Przegrana | 9-3    | Robert Radomski (11-3)          | Decyzja (jednogłośna)                                   | 3     | 5:00 | KSW 29: Reload                                              | 06.12.2014 | Kraków      |                                                 |
| Wygrana   | 9-2    | Konrad Płaza                    | TKO (uraz ręki)                                         | 1     | 0:00 | TFL 5 / PLMMA 36: Extra                                     | 20.06.2014 | Lublin      | Walka w umownym limicie do -80 kg               |
| Przegrana | 8-2    | Marcos Yoshio Souza (2-3)       | Poddanie (duszenie zza pleców)                          | 3     | 4:02 | Real - Real Fight MMA Championship 3                        | 20.10.2013 | Zhengzhou   | Walka o pas mistrzowski RFC w wadze półśredniej |
| Przegrana | 8-1    | Luiz Cado Simon (5-2)           | Decyzja (jednogłośna)                                   | 3     | 5:00 | KSW 23: Królewskie Rozdanie                                 | 08.06.2013 | Gdańsk      |                                                 |
| Wygrana   | 8-0    | Dae Hwan Kim (1-0)              | TKO (przerwanie przez narożnik)                         | 2     | 5:00 | Real - Real Fight MMA Championship 2                        | 11.05.2013 | Zhengzhou   |                                                 |
| Wygrana   | 7-0    | Artur Bielecki (2-0)            | Decyzja (jednogłośna)                                   | 2     | 5:00 | SMMA - Superleague of MMA 1                                 | 03.04.2013 | Warszawa    |                                                 |
| Wygrana   | 6-0    | Khikmet Abdullaev (0-0)         | Decyzja (jednogłośna)                                   | 2     | 5:00 | ECSF - MMA Grand Prix of Eastern Europe 2                   | 15.12.2012 | Nachiczewan |                                                 |
| Wygrana   | 5-0    | Qiankun Lee                     | Decyzja (jednogłośna)                                   | 3     | 5:00 | Real - Real Fight MMA Championship 1                        | 01.12.2012 | Zhengzhou   |                                                 |
| Wygrana   | 4-0    | Wenshuo Guo                     | Techniczne poddanie (duszenie gilotynowe)               | 1     | 0:00 | Real - Real Fight MMA Championship 1                        | 01.12.2012 | Zhengzhou   |                                                 |
| Wygrana   | 3-0    | Wojciech Kulan                  | TKO (ciosy pięściami)                                   | 1     | 1:31 | Oktagon MMA 1                                               | 26.05.2012 | Sanok       |                                                 |
| Wygrana   | 2-0    | Kamil Warchoł (0-1)             | TKO (ciosy pięściami)                                   | 1     | 1:50 | Oktagon MMA 1                                               | 26.05.2012 | Sanok       |                                                 |
| Wygrana   | 1-0    | Mahomet Tulszajew (1-0)         | TKO (uraz kręgosłupa)                                   | 1     | 5:00 | FCK - Koszalin                                              | 06.11.2010 | Koszalin    | Debiut w zawodowym MMA                          |